# Tyrannochthonius ganshuanensis
Espèce
Tyrannochthonius ganshuanensis est une espèce de pseudoscorpions de la famille des Chthoniidae.

## Distribution
Cette espèce est endémique de Chine,. Elle se rencontre dans certaines grottes du Hubei et à Chongqing.

## Description
Tyrannochthonius ganshuanensis mesure de 1,4 à 1,8 mm.

## Étymologie
Son nom d'espèce, composé de ganshuan et du suffixe latin -ensis, « qui vit dans, qui habite », lui a été donné en référence au lieu de sa découverte, le grotte de Gan Shuan.

## Publication originale
- Mahnert, 2009 : New species of pseudoscorpions (Arachnida, Pseudoscorpiones: Chthoniidae, Chernetidae) from caves in China. Revue Suisse de Zoologie, vol. 116, no 2, p. 185-201 (texte intégral).